# 美術監督
美術監督（びじゅつかんとく、米国: Art DirectorまたはProduction Designer）とは、映画・テレビなどの撮影の被写体となる空間を作る作業を取り仕切る人。
映画監督やプロデューサーと打ち合わせを行い、予算内でその映画の世界観（背景）を作り上げる。

## 映画・テレビの美術監督

### 日本の主な美術監督
- 井川徳道
- 磯見俊裕
- 北猛夫
- 木村威夫
- 種田陽平
- 中古智
- 稲垣尚夫
- 佐久嶋依里
- 北川深幸
- 林田裕至
- 岩城南海子
- 原田満生

## アニメーションでの美術監督
アニメーションでの美術監督は、背景美術にまつわる全てを統括し管理する仕事を行う。背景スタッフをまとめ上げ、作品の世界観・雰囲気・カラーを決定づける。作品においてはキャラクターの絵以外は全て背景美術となるので、監督の意図を汲み取り、映像の雰囲気作りを担うとても重要な職種といえる。
作品制作の一連の流れの中で、美術監督の最初の仕事は脚本とキャラクターデザインの決定後におこなわれる美術設定である。ただし、2010年代の作品は美術設定の専門家を置く作品もあり、美術監督が美術設定を担当しない作品も多くなってきている。美術設定が決まると美術監督は作品の代表的な背景シーンを大まかに美術ボードに描き起こす。このボードをもとに背景画が描き起こされ、美術監督はこれらが全体的に違和感がないかを総チェックし、必要な修正の指示および修正を行う。また、2010年代の作品は3DCGで描かれた建物のテクスチャ作成やメカの質感を出す作業を担当する場合もあり、その仕事は多岐にわたっている。
会社内での背景描きの打ち合わせ・レイアウトの管理・外注出し分の管理・上がった背景の送り・スケジュール管理などの管理職的な仕事も行う。

### 美術設定
かつては美術監督が美術設定を兼任していたが、2010年代には専任の美術設定を置く作品が多くなった。美術設定は監督や演出家との綿密な打ち合わせ(美術打ち合わせ)を経た上で作成される。

### 美術ボード
美術ボードは作品の制作意図・テーマを考慮した上で美術監督により描かれる。

### 美術デザイン
東映アニメーションでは、美術設定と美術ボードを同一人物が行っている。これを「美術デザイン」と言う。
東映アニメーション以外による作品では上記の「美術設定」と同様の役職としてクレジットされる場合がある。

### アニメ背景制作会社
アニメーション業界では、アニメの背景画は専門のスタジオが制作するのが一般的である。しかし大手の会社などには自社や関連会社に美術背景部門を設けている場合もある。また、近年は美術背景も海外の会社に発注することも多くなってきた（日本の会社の海外支部の場合もある）。これに伴い美術監督も海外のスタッフが手がけることもあるが美術設定は国内ですることが多い（例として『君が望む永遠』、『キスダム -ENGAGE planet-』などが挙げられる）。

## 著名なアニメーション美術監督
- 青木勝志
- 青山直樹 (プロダクション・アイ)
- 秋山健太郎 (studio Pablo)
- 阿部行夫
- 井岡雅宏
- 池信孝
- 池田繁美
- 池田祐二 (スタジオワイエス)
- 池畑祐治
- 石垣努
- 伊藤主計
- 伊藤弘 (KUSANAGI)
- 上原伸一 (スタジオラグラス)
- 鵜ノ口穣二
- 海老沢一男（ufotable）
- 衛藤功二（ufotable）
- 大野広司
- 男鹿和雄
- 小倉宏昌
- 加藤浩（ととにゃん）
- 加藤靖忠（スマーチル）
- 川本征平
- 木村真二
- 串田達也
- 窪田忠雄
- 黒田聡
- 河野次郎
- 河野羚
- 倉橋隆 (東映アニメーション)
- 小林七郎
- 佐々木洋

- 渋谷幸弘
- 清水としゆき
- 新海誠
- 鈴木俊輔 (スタジオ風雅)
- 鈴木森繁
- 田代一志
- 田中直哉
- 田村せいき
- 丹治匠
- 土田勇
- 土橋誠
- 徳田俊之 (パルサーデザイン)
- 中久木孝将
- 中村光毅
- 中村隆
- 丹伊田輝彦 (J.C.STAFF)
- 西田稔
- 半藤克美
- 平田秀一
- 廣瀬義憲 (J.C.STAFF)
- 増山修（インスパイアード）
- 椋尾篁
- 山本二三
- 行信三 (東映アニメーション)
- 吉池隆司 (東映アニメーション)
- 吉田昇
- 東地和生
- 衛藤功二
- 武重洋二
- 丹治匠
- 馬島亮子
- 渡邉丞

スタジオじゃっく
- 金村勝義
- 西倉力
- 武藤正敏
- 高橋和博
- 春日礼児

- 河合泰利
- 秋葉実
- 北原美佐
- 永井桂介
- 黛昌樹

デザインオフィス・メカマン
- 中村嘉博

スタジオ・イースター
- 東潤一

スタジオちゅーりっぷ
- 長尾仁
- 高橋麻穂
- 岩瀬栄治
- 海津利子
- 内藤健
- 吉田美千子

- Scott MacDonald
- 立石健
- 滝口勝久
- 鈴木友成
- 望月琢磨
- 相沢諒

ムーンフラワー
- 水谷利春

スタジオカノン
- 柴田千佳子

スタジオ・ユニ
- 古谷彰

アトリエPlatz
- 松本浩樹
- 平間由香

- 渡辺幸浩